# ジョン・ギブソン (彫刻家)
ジョン・ギブソン（John Gibson RA、1790年6月19日 - 1866年1月27日）はイギリス、ウェールズ生まれの彫刻家である。

## 略歴
ウェールズ北部、コンウィで庭師の息子に生まれた。9歳の時、家族とアメリカ合衆国に移民するためにリヴァプールに移るが、母親の反対で移民するのを止めてリヴァプールに住みついた。リヴァプールで学校に通った後、14歳で家具職人の徒弟になった。家具職人の仕事を嫌い、石彫の仕事に移ることができ彫刻家のフランシーズ兄弟(Samuel Franceys,Thomas Franceys)の弟子になった。リヴァプールの博物館のレリーフの仕事をしていた時、銀行家、作家のウィリアム・ロスコーと知り合い、彼のライブラリーの本を読むことが許された。イタリアの巨匠たちの彫刻作品を知るようになった。ロスコーはリヴァプールの知識人にギブソンを紹介し、知り合いの医師からギブソンは彫刻に必要な解剖学知識を学ぶこともできた。ロスコーに励まされてレリーフ作品を制作し、ロイヤル・アカデミー・オブ・アーツの展覧会に出展すると、彫刻家のジョン・フラクスマン(John Flaxman RA: 1755–1826)に認められた。ギブソンの向上心はローマで修行することを望み、ロンドンに移った後、1816年にローマに移った。ローマでは有名な彫刻家のアントニオ・カノーヴァの弟子になった。数年を待たず、ローマで制作した彫刻作品はイタリや、作品を送ったイギリスでもギブソンに名声をもたらした。イギリスの友人たちはイギリスに帰国することを勧めたがローマでの制作を続け、作品をイギリスに送るという形で活動を続けた。
師のアントニオ・カノーヴァから新古典主義のスタイルを引き継いた。「彩色されたビーナス(The Tinted Venus)」のような、一部に彩色した彫刻も制作した。1836年にロイヤル・アカデミー・オブ・アーツの正会員に選ばれた。ローマで75歳で没した。すべての財産とローマのスタジオに残された品々はロイヤル・アカデミー・オブ・アーツに遺贈された。

## 作品

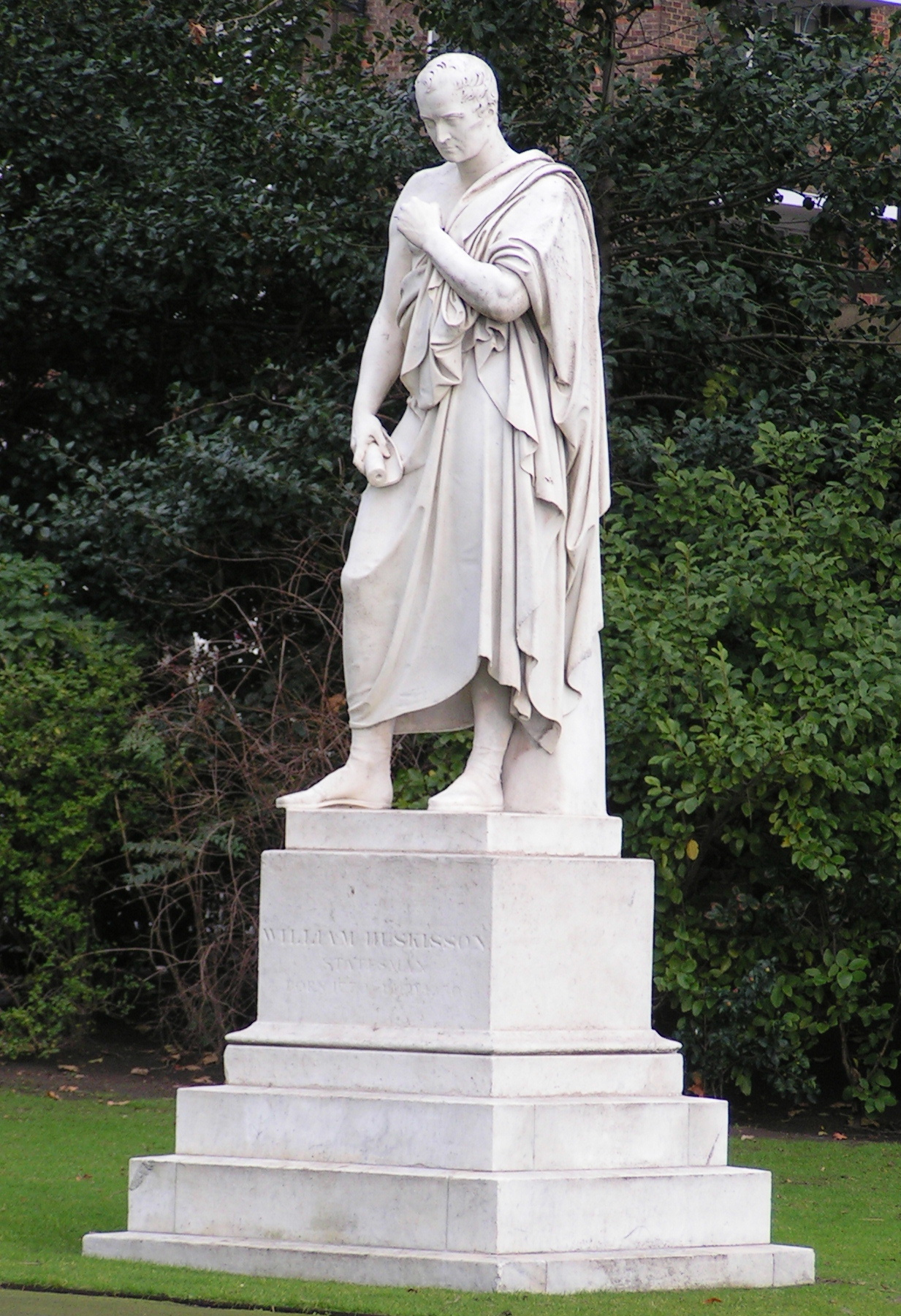
ピムリコ・ガーデンズのウィリアム・ハスキソン像
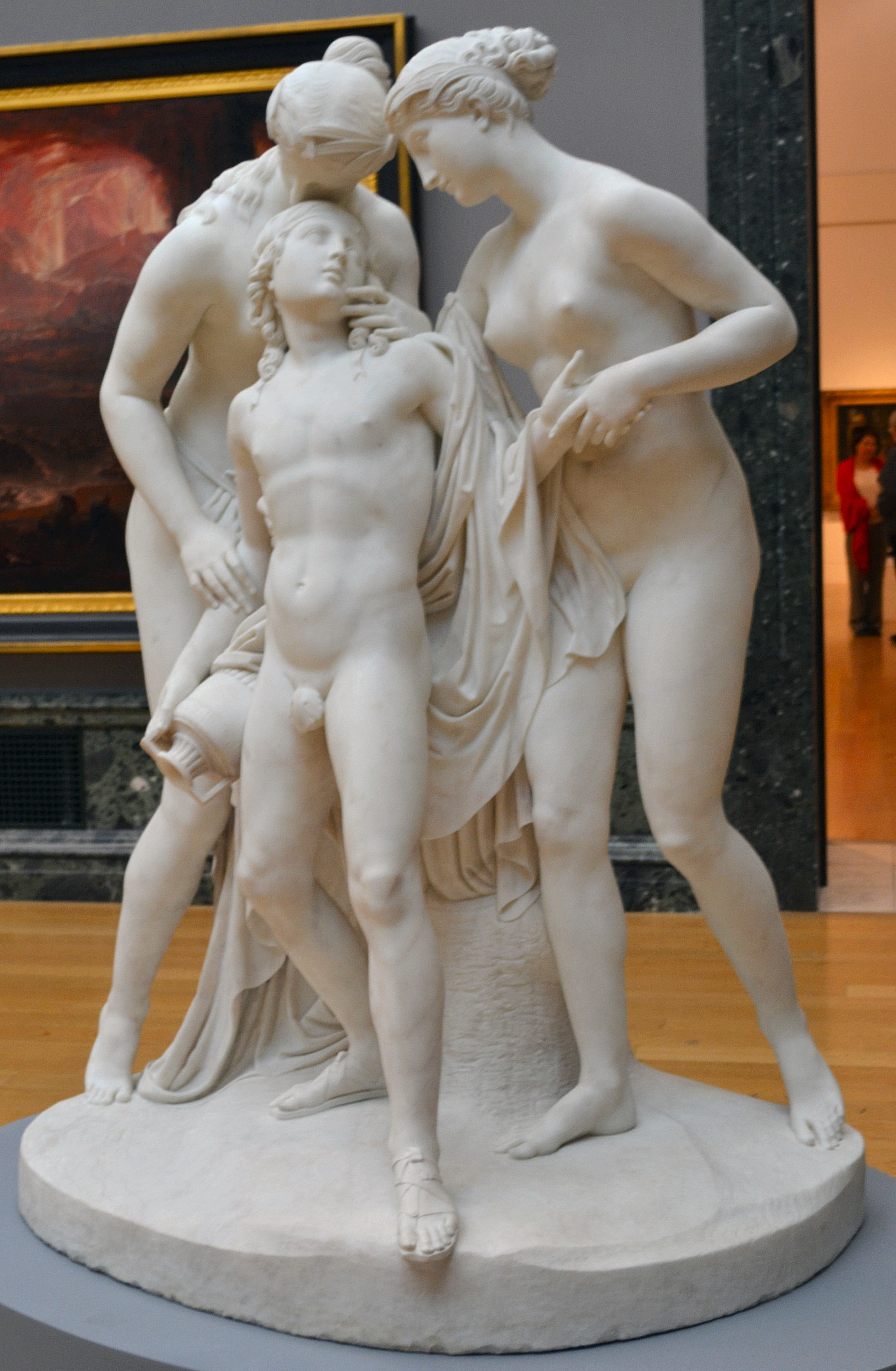
ヒュラースとナーイアス
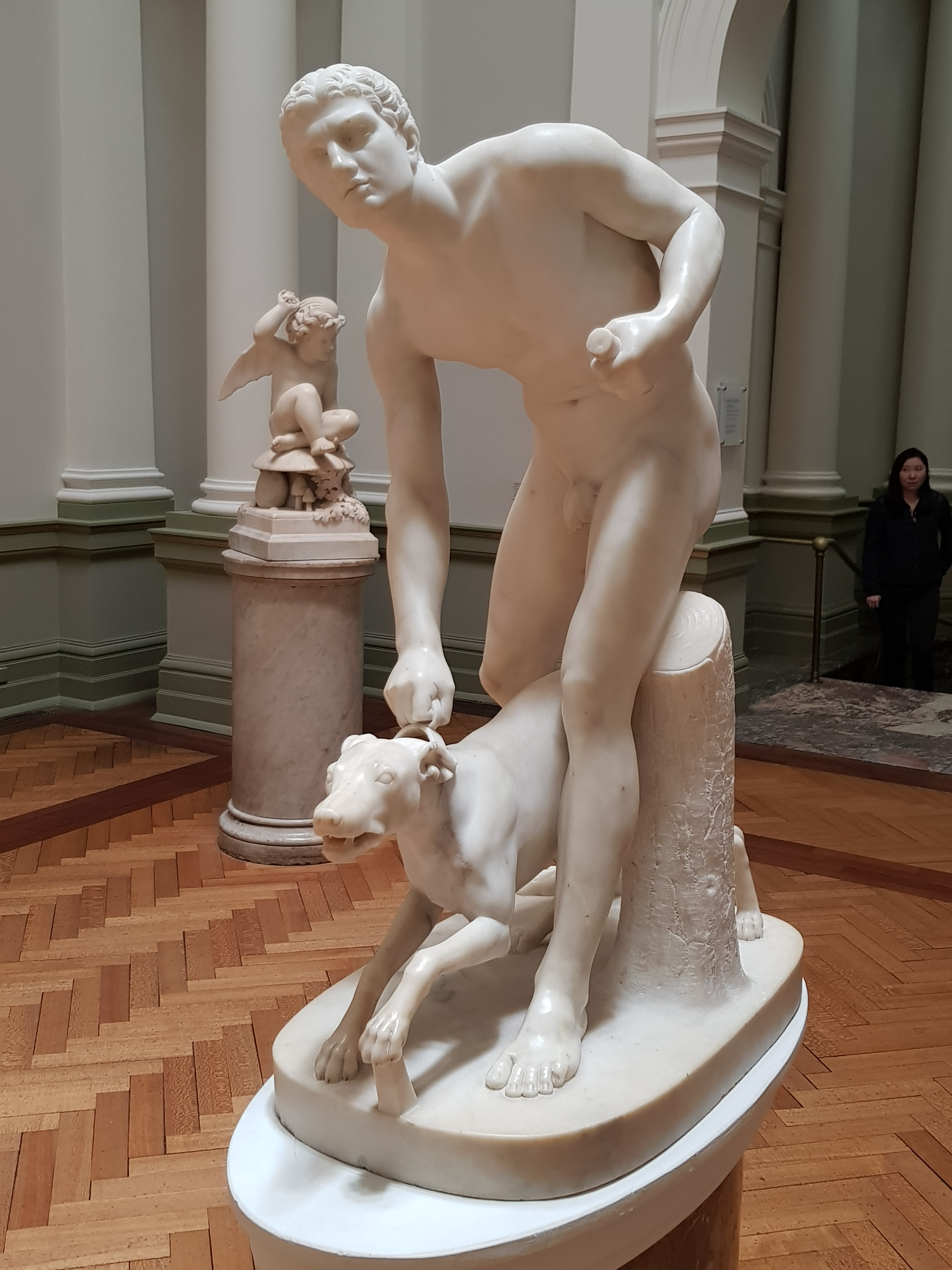
猟師と犬
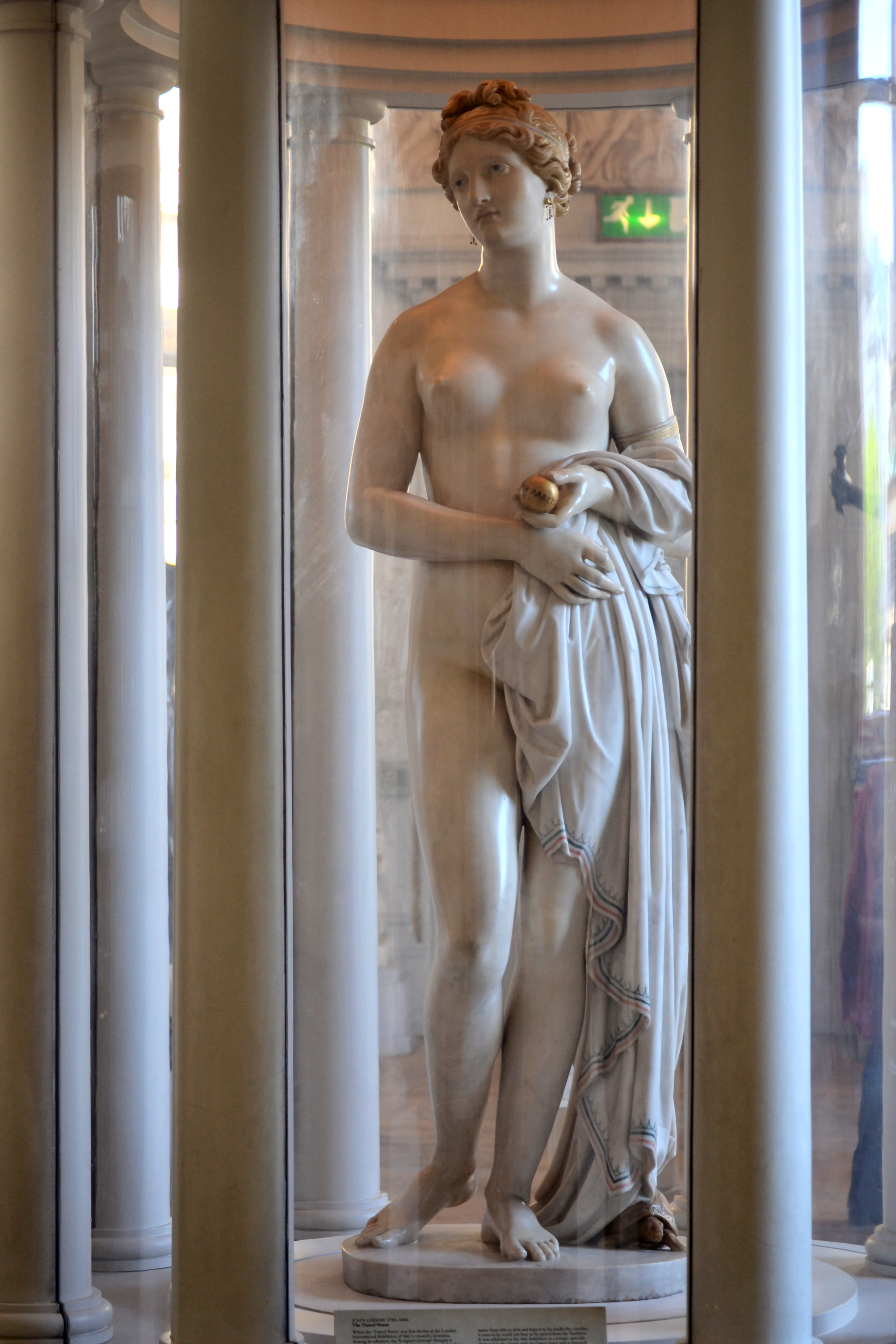
彩色されたビーナス